# Delphyre mimula
Delphyre mimula là một loài bướm đêm thuộc phân họ Arctiinae, họ Erebidae.